# Schimpfhausen
Schimpfhausen ist ein Gemeindeteil des Marktes Arnstorf im niederbayerischen Landkreis Rottal-Inn. Der Weiler liegt circa drei Kilometer südöstlich von Arnstorf.

## Geschichte
Schimpfhausen wird als Skifhus im Jahr 1034 erstmals in den Traditionen des Klosters Tegernsee genannt, wo die Brüder Fronco und Urolf Besitz zu Stilfes (Wipptal), Bozen und Lana (bei Meran) gegen Besitz zu Schimpfhausen tauschten.